# Песчаниковая сумчатая мышь
Песчаниковая сумчатая мышь (лат. Pseudantechinus bilarni) — вид из рода толстохвостых сумчатых мышей семейства хищные сумчатые. Видовое название дано в честь австралийского писателя Билла Харни (1895—1962). Эндемик Австралии.

## Научная классификация
Вид был открыт в 1948 году в ходе австралийско-американской экспедиции на полуостров Арнем-Ленд. Описан в 1954 году. Изначально был включён в состав рода сумчатых мышей (лат. Antechinus), впоследствии перенесён в состав рода крапчатых сумчатых мышей (лат. Antechinus). В результате недавних генетических исследований был включён в текущий род толстохвостых сумчатых мышей.

## Распространение
Встречается в северной части Австралии в Северной территории на полуострове Арнем-Ленд, а также на прибрежных островах (в первую очередь на островах Уэссел).
Естественная среда обитания — песчаниковые районы с изрезанным или скалистым рельефом, покрытые зарослями эвкалипта и многолетними травами.

## Внешний вид
Длина тела с головой колеблется от 60 до 100 мм, хвоста — от 80 до 115 мм. Вес варьирует от 12 до 45 г. Спина покрыта пятнистым серо-бурым волосяным покровом. Брюхо бледно-серого цвета. За ушами имеются участки песчаного цвета. Уши крупные, тонкие, закруглённые. Хвост длинный и тонкий, с незначительным волосяным покровом. Голова вытянутая с удлинённой мордой.

## Образ жизни
Ведёт наземный образ жизни, хотя представители вида превосходно умеют лазить по деревьям. Активность приходится на ночь, хотя в зимние месяцы часто греется на солнце. Днём, как правило, прячется в расщелинах.
Хищники. Основу рациона составляют насекомые, личинки и другие беспозвоночные.

## Размножение
Период размножения приходится на июнь-август. Беременность длится 39 дней. На свет появляется 4-5 детёнышей. Количество сосков у самки - 6. Молодняк отлучается от груди примерно через 122 дня. Половая зрелость наступает через 180 дней. Максимальная продолжительность жизни в неволе неизвестна, однако на природе, предположительно, могут жить до 3 лет.